# Erland Herkenrath
Erland Herkenrath, švicarski rokometaš, * 24. september 1912, Zürich, † 17. julij 2003, Weggis.
Leta 1936 je na poletnih olimpijskih igrah v Berlinu v sestavi švicarske rokometne reprezentance osvojil bronasto olimpijsko medaljo.